# Signals
《Signals》는 1982년 9월 9일, 앤섬 레코드에서 발매된 캐나다의 프로그레시브 록 밴드 러시의 아홉 번째 스튜디오 음반이다. 이전 음반인 《Moving Pictures》의 발매 이후, 밴드는 1981년 콘서트 투어에서 사운드체크를 하는 동안과 후속 라이브 음반 《Exit... Stage Left》를 믹싱하는 동안 후속곡들을 준비하기 시작했다. 《Signals》는 신시사이저, 시퀀서 및 기타 전자 계기를 지속적으로 사용하는 그룹의 모습을 보여준다. 이 음반은 1974년부터 그들과 함께 일해온 오랜 동료 테리 브라운이 프로듀싱한 마지막 음반이다.
이 음반은 캐나다 1위, 영국 3위, 미국 10위로 정점을 찍었다. 1982년 11월, 이 음반은 미국에서 100만 장이 팔려 미국 음반 산업 협회로부터 플래티넘 인증을 받았다. 러시는 이 음반에 수록된 세 개의 싱글 〈New World Man〉을 발매했는데, 이 싱글은 미국에서 가장 높은 차트 1위를 차지했고 캐나다에서는 1위를 차지했으며, 〈Subdivisions〉와 〈Countdown〉도 발매했다. 이 그룹은 1982년 4월부터 1983년 5월까지 콘서트 투어로 《Signals》를 지원했다. 《Signals》는 여러 번 재발행되었는데, 여기에는 새로운 스테레오와 5.1 서라운드 사운드 믹스가 2011년에 포함되었다.

## 커버 아트
소매는 컨셉, 연출, 그래픽으로 인정받는 휴 사임이 데보라 사무엘의 사진을 사용하여 디자인했다. 사임은 음반의 제목만을 받고 자신의 디자인을 입안했으며, 자신과 그룹이 만족한 커버에서 "많은 문제"를 떠올렸다. "저는 잠재적으로 가지고 있는 능력을 가진 놀랍도록 중요한 단어와 함께 정말 어리석고, 정말 무의미한 단어를 사용하기로 결심했습니다." 그러나 그는 커버가 음반의 일부 곡들, 특히 〈Chemistry〉의 의미와 여전히 연관되어 있다고 언급했다. 마지막 개념은 몇 가지 실패한 아이디어의 결과에서 나왔는데, 그 중에는 러시가 스튜디오에서 연주할 때 뇌파 촬영기에 연결하는 것과 공연 중 촬영된 심장박동과 뇌파의 스냅샷이 포함되어 있었다.
앞면 커버는 녹색 잔디밭에서 빨간 소화전을 냄새 맡고 있는 달마티안 개의 모습이다. 사무엘은 그녀의 스튜디오 옥상에서 그 이미지를 촬영했다. 잔디밭은 인조 잔디의 일부이고, 토론토에서 소화전을 빌려 커버에 필요한 색을 다시 칠했다. 그는 달마티안을 찾기 위해 냄새를 맡을 수 있는 달마티안을 찾던 중 마지막 샷을 하기 위해 소화전 아래에 강아지 비스킷을 여러 번 놓아두었다. 뒷면 커버는 캐나다 야구 선수 워렌 크로마티의 이름을 딴 가상의 학교인 워렌 크로마티 중등학교를 묘사한 것으로, 리는 "신뢰할 수 있는 구역을 만든다"고 묘사했다. 그와 몬트리올 엑스포스는 음반의 라이너 노트에서 감사를 표한다. 사임은 뒷면 커버를 "조금 교묘하고, 아마도 너무 방종한 것"이라고 여겼다.

## 발매
이 음반은 1982년 9월에 발매되었다. 이 음반은 캐나다 1위, 영국 3위, 미국 10위로 정점을 찍었다. 1982년 11월, 이 음반은 미국에서 100만 장이 팔려 미국 음반 산업 협회로부터 플래티넘 인증을 받았다.
러시는 《Signals》의 싱글 다섯 장을 발매했다. 〈New World Man〉은 1982년 10월과 11월에 3주 동안 빌보드 핫 100 싱글 차트에서 21위에 올랐다. 이 곡은 미국에서 가장 높은 차트 1위 싱글이며, 유일하게 40위권에 진입했다.

## 평가
| 전문가 평가   | 전문가 평가 |
| 평가 점수     | 평가 점수   |
| 출처          | 점수        |
| ------------- | ----------- |
| AllMusic      | [ 12 ]      |
| Rolling Stone | [ 13 ]      |

발매 당시 《롤링 스톤》은 "알렉스 라이프슨의 기타를 희생시키면서 신시사이저를 강조하는 밴드의 선택"을 비판하며 "대부분의 노력이 낭비되었다"고 말했다.
《라우더》는 《Signals》를 80년대 29번째 베스트 음반이라고 불렀다.
올뮤직은 이 음반을 회고적으로 칭찬하면서, 밴드가 단순히 《Moving Pictures, Pt. II》를 만들지 않고 신시사이저에 대한 탐구를 계속하고 가사에 더 현대적인 주제를 도입한 것에 대해 칭찬했다.

## 곡 목록
모든 곡들은 특별한 언급이 없는 한 게디 리, 알렉스 라이프슨 그리고 닐 피어트에 의해 작사/작곡하였다.
| #  | 제목               | 재생 시간 |
| -- | ------------------ | --------- |
| 1. | 〈Subdivisions〉   | 5:35      |
| 2. | 〈The Analog Kid〉 | 4:47      |
| 3. | 〈Chemistry〉      | 4:57      |
| 4. | 〈Digital Man〉    | 6:23      |

| #  | 제목                             | 작사·작곡             | 재생 시간 |
| -- | -------------------------------- | --------------------- | --------- |
| 5. | 〈The Weapon (Part II of Fear)〉 |                       | 6:24      |
| 6. | 〈New World Man〉                |                       | 3:42      |
| 7. | 〈Losing It〉                    | 리, 라이프슨, 벤 밍크 | 4:53      |
| 8. | 〈Countdown〉                    |                       | 5:49      |

## 인증
| 국가                       | 인증     | 판매량/출하량 |
| -------------------------- | -------- | ------------- |
| 캐나다 (뮤직 캐나다)       | 플래티넘 | 100,000^      |
| 영국 (BPI)                 | 실버     | 60,000^       |
| 미국 (RIAA)                | 플래티넘 | 1,000,000^    |
| ^출하량을 기반으로 한 인증 |          |               |